# Illice orbonella
Illice orbonella là một loài bướm đêm thuộc phân họ Arctiinae, họ Erebidae.